# دانیل هدرا
دانیل هدرا (انگلیسی: Daniel Hedrera؛ زادهٔ ۱۵ اوت ۱۹۸۳) بازیکن فوتبال اهل اسپانیا است.
از باشگاه‌هایی که در آن بازی کرده‌است می‌توان به باشگاه فوتبال زامورا، باشگاه فوتبال رئال اویدو، باشگاه فوتبال رئال مادرید کاستیا، باشگاه فوتبال آلکورکون، و باشگاه فوتبال خرز اشاره کرد.